# جوزيف بوتومز
جوزيف بوتومز (بالإنجليزية: Joseph Bottoms)‏ مواليد 22 أبريل 1954 في كاليفورنيا، الولايات المتحدة، هو ممثل أمريكي بدأ مسيرته الفنية عام 1973.

## الأعمال
- سانتا باربرا
- أيام حياتنا
- جوال تكساس ووكر
- الشبكة

## وصلات خارجية
- جوزيف بوتومز على موقع IMDb (الإنجليزية)
- جوزيف بوتومز على موقع ألو سيني (الفرنسية)
- جوزيف بوتومز على موقع أول موفي (الإنجليزية)
- جوزيف بوتومز على موقع قاعدة بيانات الأفلام السويدية (السويدية)
- جوزيف بوتومز على موقع إن إن دي بي (الإنجليزية)
- جوزيف بوتومز على موقع قاعدة بيانات الفيلم (الإنجليزية)
- جوزيف بوتومز على موقع كينوبويسك (الروسية)